# John Nonna
John Michael Nonna (New York, 1º luglio 1948) è un ex schermidore statunitense.

## Biografia
Ha partecipato ai Giochi della XX Olimpiade di Monaco nel 1972.

## Palmarès
In carriera ha conseguito i seguenti risultati:
- Giochi Panamericani:

San Juan 1979: argento nel fioretto a squadre e bronzo individuale.